# Helvibis
Genre
Synonymes
- Formicinoides Keyserling, 1884

Helvibis est un genre d'araignées aranéomorphes de la famille des Theridiidae.

## Distribution
Les espèces de ce genre se rencontrent en Amérique du Sud, à la Trinité et au Panama.

## Liste des espèces
Selon World Spider Catalog (version 16.0, 17/04/2015) :
- Helvibis brasiliana (Keyserling, 1884)
- Helvibis chilensis (Keyserling, 1884)
- Helvibis germaini Simon, 1895
- Helvibis infelix (O. Pickard-Cambridge, 1880)
- Helvibis longicauda Keyserling, 1891
- Helvibis longistyla (F. O. Pickard-Cambridge, 1902)
- Helvibis monticola Keyserling, 1891
- Helvibis rossi Levi, 1964
- Helvibis thorelli Keyserling, 1884
- Helvibis tingo Levi, 1964

## Publication originale
- Keyserling, 1884 : Die Spinnen Amerikas II. Theridiidae. Nürnberg, vol. 1, p. 1-222  (texte intégral).